# 久保善博
久保 善博 （くぼ よしひろ、1965年 - ）は、日本の刀匠。広島県庄原市在住。善博日本刀鍛錬道場を主宰。全日本刀匠会副会長。広島県無形文化財「日本刀製作技術」保持者。無鑑査刀匠。

## 概要
鹿児島県奄美大島出身の刀鍛冶。鎌倉時代の刀剣技法の再現や「映り」の研究、「たたら製鉄」の技術研究に取り組んでいる。国内の刀剣展覧会で受賞歴を有する。

## 経歴
千葉大学大学院園芸学部農芸化学科修士課程修了。在学中に刀鍛冶の道を志し、吉原義人刀匠に師事。
1994年に文化庁より作刀承認を受ける。
島根県にて「たたら製鉄」を学び、日刀保たたら村下養成員として活動。
2001年、広島県庄原市に「善博日本刀鍛錬道場」を設立した。
2000年より日立金属冶金研究所客員研究員として刀剣材料の研究を行っている。

## 作風と技術
鎌倉時代の備前伝の刀剣様式を再現する作刀を行っている。
「たたら製鉄」による製鉄技術を用い、原料鉄の製造から取り組む。
「映り」の再現に関する研究・実験を行っている。

## 受賞歴

### 新作名刀展（日本美術刀剣保存協会主催）
- 高松宮記念賞：2回
- 協会会長賞（特別賞第一席）：1回
- 文化庁長官賞：1回
- 薫山賞：1回
- 寒山賞：2回
- 優秀賞：7回
- 努力賞：5回
- 新人賞：1回

### その他の展覧会・表彰
- 令和の名刀・名工展 大賞（2020年）[4]
- 全日本刀匠会 お守り刀展覧会：岡山県知事賞、熊本県教育委員会賞、中日新聞賞 ほか
- 新作日本刀 研磨 外装 刀職技術展覧会：協会会賞（4回）、長野県知事賞、金賞、銀賞
- 平成の名工・名刀展 特別奨励賞（2019年）[5]
- 広島県無形文化財認定（2016年）
- 新作名刀展 無鑑査認定（2017年）[6]
- 日本刀文化振興協会「日本刀名匠（作刀）」認定（2021年）[6]

## 研究活動
- 日立金属冶金研究所客員研究員として「たたら製鉄」の研究を開始（2000年）
- 日本鉄鋼協会 社会鉄鋼工学部会「鉄の技術と歴史」研究フォーラム 研究奨励賞受賞（2011年）
- 広島大学「たたら研究会」論文掲載（2010年・2017年）
- 金属史国際会議 BUMA-Ⅷ（2013年、奈良）で研究発表
- 日本鉄鋼協会『鉄と鋼』論文掲載（2005年、2023年）
- 日本鉄鋼協会 俵論文賞受賞（2025年）